# Richard Davis Anderson
Richard Davis Anderson, Sr. (Hamden, Connecticut, 17 de fevereiro de 1922 – 4 de março de 2008) foi um matemático estadunidense, conhecido internacionalmente por seu trabalho em Topologia. Muito de seu trabalho inicial focou sobre provas envolvendo espaço de Hilbert e cubo de Hilbert.
Foi presidente da Mathematical Association of America em 1981 e 1982.
Foi palestrante convidado do Congresso Internacional de Matemáticos em Nice (1970).